# Nautisme (voile)
Pour les articles homonymes, voir Nautisme et Voile.
 (décembre 2020).
Le nautisme à la voile est l'art de naviguer avec l'aide du vent comme force propulsive. Il s'agit d'une activité de loisir ou de compétition, voire un art de vivre, qui se pratique avec différents types d'engins, du simple flotteur comme dans le cas de la planche à voile, au véritable bateau, sur lac ou sur mer.

## Généralités

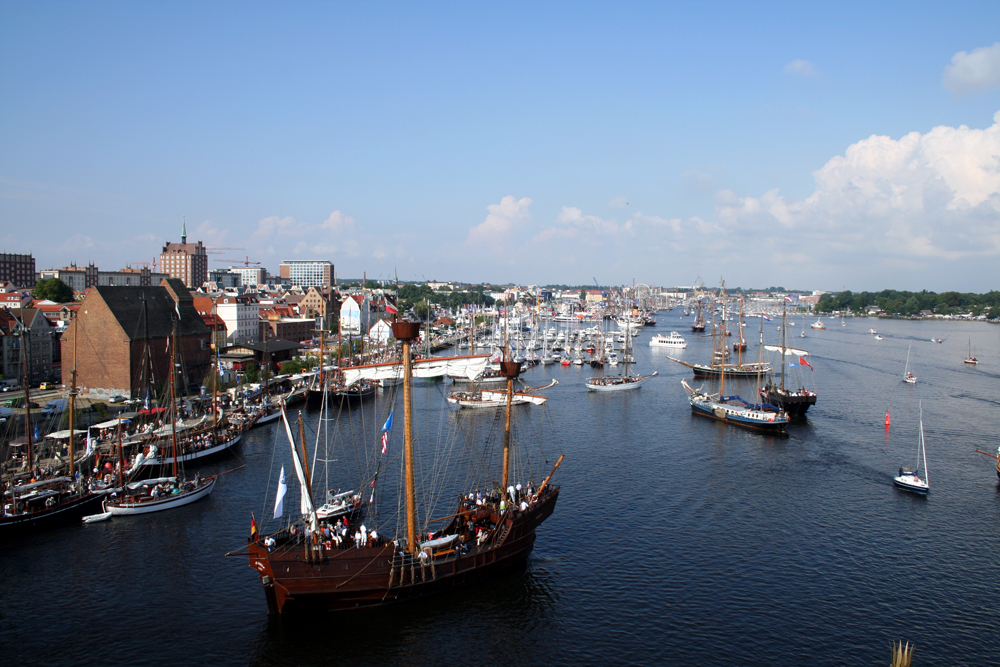
Hanse Sail, Rostock

On peut distinguer plusieurs catégories d'activités. 
La planche à voile consiste à naviguer debout en équilibre sur un flotteur grâce à une voile  qui en assure la propulsion. 
Le dériveur est un petit bateau muni d'une dérive, sorte de quille non lestée et relevable, pour une à quatre ou cinq personnes, pour la promenade ou la compétition en régate. Le plus basique est l'Optimist, destiné aux enfants tout en étant une série de compétition. Les dériveurs les plus évolués étant des supports de régate comme le 470, le 5o5 ou le 49er. Le catamaran léger, apparu plus tard, a souvent remplacé le dériveur pour les activités nautiques ludiques mais aussi pour des compétitions (eurocat ou raids côtiers).
Le cabotage ou la croisière côtière à bord de bateaux habitables, dits croiseurs, aussi appelés yachts, nécessite des compétences en navigation. Les croiseurs peuvent être munis d'une quille (aileron lesté sous la coque pour résister à la poussée latérale), ou d'une derive.
Une autre activité est la grande croisière et la circumnavigation. Elle se pratique sur des navires armés pour plusieurs semaines ou mois de navigation.
Les grandes compétitions nautiques utilisent souvent des bateaux prototypes, monocoques appliquant les dernières technologies de l'hydrodynamique pour la Coupe de l'America, ou catamarans et trimarans géants, véritables formules 1 de la mer, dans les courses transatlantiques.
Enfin, la course de vitesse pure est le champ d'essai pour la recherche de nouvelles solutions techniques.

## Histoire

### Époque du yachting

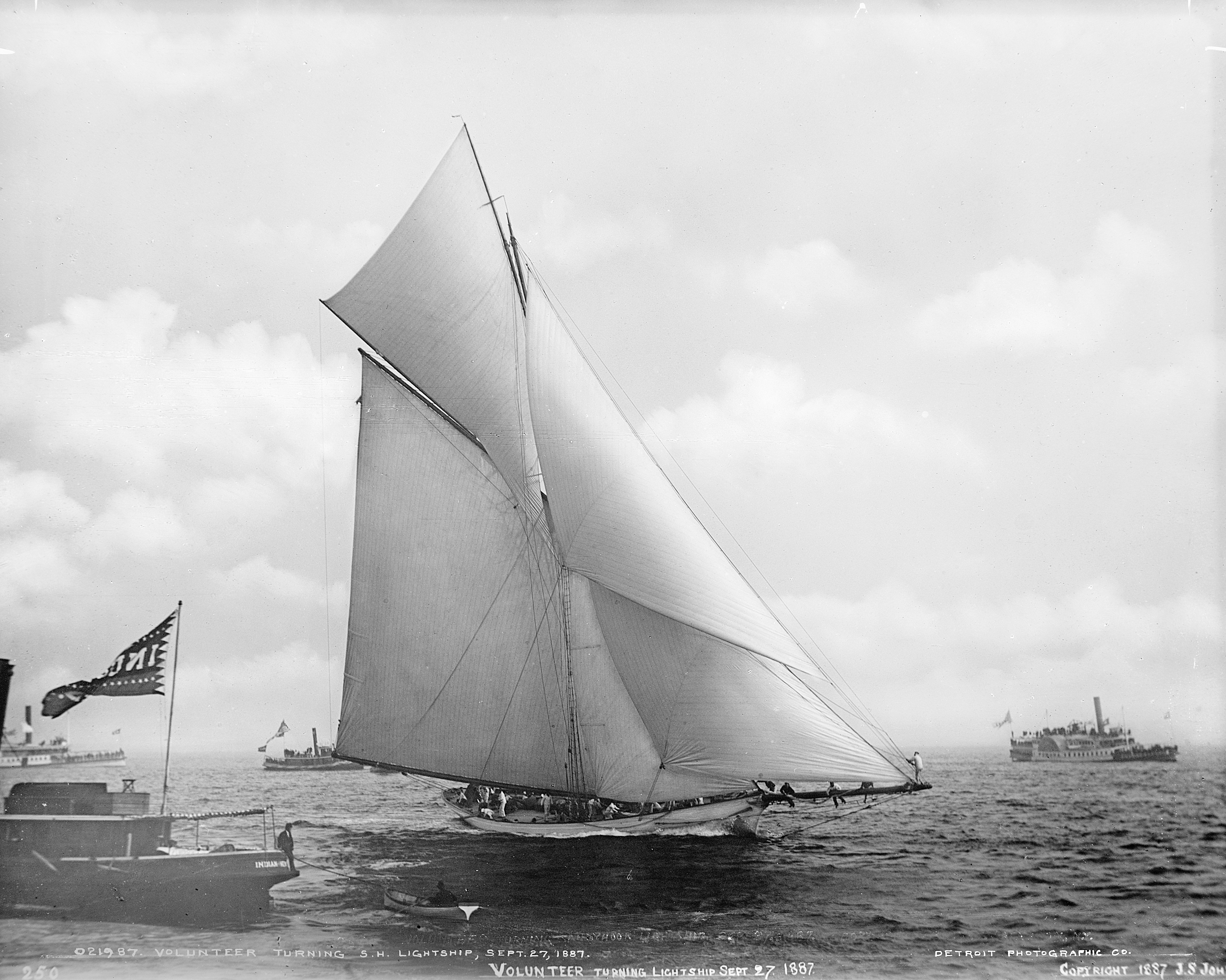
Le yacht Volunteer qui gagna la Coupe de l'America en 1887.

En Europe, les premiers yachts, petits voiliers construits pour la navigation récréative (de l'aristocratie et la bourgeoisie maritime) remontent au moins au XVIIe et XVIIIe en Angleterre, aux Pays-Bas ou en Russie. La première régate de voiliers serait celle organisée en Angleterre en 1662, remportée par le sloop Jamaïe du roi Charles II. 
Mais l'engouement véritable pour le yachting naît au Royaume-Uni et aux États-Unis, au milieu du XIXe siècle, dans la bourgeoisie. Ces premiers yachts sont inspirés des voiliers utilitaires les plus rapides de l'époque et aux bonnes qualités nautiques : les cotres pilotes européens, et les petites goélettes américaines. On retrouve ainsi sur ces yachts les mêmes plans de voilure, et les coques des bateaux de cette époque : un avant très large (maitre-bau avancé), un arrière effilé (poupe) et une quille longue et peu profonde. La propulsion à voile étant abandonnée progressivement pour le transport utilitaire, le yachting devient la seule source d'évolutions techniques des voiliers.

### Voile populaire
En Europe et aux États-Unis, les clubs de voile devinrent populaires à la fin du XIXe siècle, quand de petits voiliers commencèrent à être fabriqués à l'échelle industrielle. En France, la voile populaire s'est développée dans les années 1970, grâce à des voiliers simples et bien construits comme le Muscadet, le Sangria, le Corsaire ou  le Mousquetaire construit par des chantiers comme Aubin ou Jeanneau et des architectes de renom comme Philippe Harlé ou Jean-Jacques Herbulot. De nombreuses écoles de voiles ont accompagné les clubs et apprendre la voile> est devenu de plus en plus simple.

## Compétition nautique
Il existe plusieurs catégories de courses nautiques à la voile :
- Les régates, qui se déroulent dans un espace et un temps limité, les bateaux devant tourner autour de marques de parcours (en général des bouées). La composition des équipages est dépendante des bateaux qui régatent. Il existe 2 grands types de régates : en flotte ou en duel (match-racing).
- Les courses au large, dite aussi océaniques. Les bateaux doivent rallier un point à un autre (ce qui n'interdit pas l'obligation de passer par certaines marques de parcours). Les courses au large peuvent être en équipage ou en solitaire. Les différentes Transats en sont les plus connues.
- Les courses à étapes où chaque étape se déroule en un lieu différent ou permet d'atteindre un lieu différent. Ainsi, une étape peut être soit une régate soit une course au large. La Volvo Ocean Race (ex-Withbread) ou course autour du monde en équipage et par étapes en est l'une des plus prestigieuses. Le Tour de France à la Voile (TFV) est aussi organisé selon ce format.

## Classement d'une course
Il existe deux méthodes de calcul du classement d'une course. Une course peut être classée rn temps réel, pour les monotypes de la même série (tous les concurrents ont un bateau du même type, le premier arrivé est déclaré gagnant) et pour les bateaux de même jauge de course. La jauge de course (qui ne doit est distincte des autres jauges, dont la jauge de douane) est une formule mathématique basée sur un ensemble de caractéristiques générales définissant une classe de bateaux mais assurant une homogénéité de performance entre ces bateaux. Tous les concurrents ayant un bateau de même jauge, le premier arrivé de la jauge est déclaré gagnant de la jauge. La deuxième méthode est le temps compensé, dans lequel chaque bateau se voit affectrer un handicap de temps en fonction de ses caractéristiques mesurées selon la jauge (formule de calcul basée sur les mesures du bateau). Les concurrents sont classés en fonction du temps compensé par la formule : temps réel x coefficient modificateur (calculé en fonction du handicap selon la jauge). Ainsi, le bateau qui finit premier ne sera pas obligatoirement le vainqueur.
Il existe plusieurs types de jauges dont les formules sont parfois tenues secrètes pour éviter la course à l'armement des compétiteurs, par exemple la jauge IRC, l'IRM et les jauges internationales de Offshore Racing Congress reconnues par l'ISAF) ou le Handicap national, jauge française, dont le calcul évolue en fonction de prédictions de vitesses et de statistiques historiques.

## Courses célèbres
Les courses indiquées ci-dessous ont été classées suivant les catégories décrites précédemment. Pour chacune d'elles est donné le mode de classement (au pluriel quand il y a plusieurs classements).

### Courses au large
- Le Vendée Globe (jauges), tour du monde en solitaire et sans escale pour monocoques 60 pieds IMOCA
- La Route du Rhum (jauges), transatlantique en solitaire
- La Transat anglaise (jauges), transatlantique en solitaire, pour monocoques et multicoques 60 et 50 pieds
- La Transat Jacques-Vabre, transatlantique en double, pour monocoques et multicoques 60 et 50 pieds
- La Barcelona World Race, tour du monde à deux pour monocoques 18 m.
- Le Trophée Jules-Verne, il s'agit d'une course contre la montre, où il faut battre le record du tour du monde à la voile.
- The Race tour du monde sans escale en équipage (no limit, pas de jauge, le premier arrivé gagne)
- Fastnet qui était une étape traditionnelle de l'Admiral's Cup (temps compensé)
- Sydney-Hobart, course traditionnelle en équipage de l'hémisphère sud (temps compensé)
- Transat Québec-Saint-Malo (jauges), transatlantique ouest-est en équipage
- Mini Transat 6.50 (jauge), transatlantique en solitaire sur monocoque 6,5 m
- Mini-Fastnet (jauge)
- Tall Ships' Races (ex Cutty Sark), course des plus grands voiliers du monde, tous les ans depuis 1956
- Transat B to B course en solitaire Salvador de Bahia avec arrivée en Bretagne pour monocoques IMOCA.

### Courses à étapes
- Solitaire du Figaro (monotype)
- Le Tour de France à la voile (monotype)
- Courses autour du monde, en équipage et en solitaire (jauges): Volvo Ocean Race, Around Alone
- L'Admiral's Cup (jauges)
- Istanbul Europa Race  (classe IMOCA monocoques open de 60 pieds en équipage (classe Open 60')
- Spi Dauphine, régate étudiante itinérante se déroulant tous les ans en Méditerranée

### Courses spécifiques
- Sywoc, Coupe du monde de voile des étudiants (monotype)
- Ariane's Cup, compétition amicale annuelle des industriels du programme Ariane.
- La semaine du Record SNSM à Saint-Nazaire au profit de la SNSM.

## Voile de vitesse
Dans cette discipline, ce n'est pas la distance parcourue qui est importante mais la vitesse instantanée. La voile de vitesse recourt à toutes les sciences de pointe (aérodynamisme, mécanique des fluides, résistance des matériaux, simulation informatique).

### Prototypes et projets
L'Hydroptère, voilier à foils imaginé par Éric Tabarly, est l'un des projets les plus aboutis dans ce domaine. Comportant plusieurs foils d'une taille impressionnante (6,5 mètres sur la première version), ce navire « décolle » à une altitude de 2 à 3 mètres. « Hydroptère » est également le nom générique en français des foilers.
Le 9 février 2005, l'Hydroptère a traversé la Manche, de Douvres à Calais, à une vitesse moyenne de 33 nœuds (62 km/h), en 34 minutes. Cette traversée par voie maritime a duré quatre minutes de moins que le record établi par Louis Blériot le 25 juillet 1909 avec son avion. Le 4 avril 2005, l'Hydroptère, a franchi la barre des 50 nœuds. Il détient aussi le record de vitesse absolue sur 500 m. Le 5 septembre 2009 il bat à Hyères le record absolu de vitesse sur 500 mètres avec 51,36 nœuds.
Le catamaran Techniques Avancées', prototype conçu et réalisé par les élèves de l'École nationale supérieure de techniques avancées ParisTech détient depuis 1997 le record du monde de vitesse à la voile en catégorie grande voilure. Il avait alors atteint la vitesse de 42,12 nœuds (78 km/h) sur une course de 500 m. Il s'agit d'un catamaran de vitesse asymétrique, muni de foils, inspirés du trimaran à foils  Paul Ricard de Tabarly. Entièrement en fibre de carbone, le catamaran Techniques Avancées est équipé de deux ailes rigides pour la propulsion. Il reste fin 2005 le quatrième bateau le plus rapide ayant navigué.

### Multicoques de course
Les plus grands multicoques de course sont les suivants. Dans la catégories des catamarans, il s'agit de Orange II, mis à l'eau en décembre 2003. Il fait 36,80 mètres, 18 mètres de large avec un mât de 45 mètres. Sa surface de voilure au près (vent de face) est de 800 m2 et de 1 100 m2 au portant (vent arrière). Le skipper (capitaine) est Bruno Peyron. Il a détenu le record du tour du monde à la voile. Pour les trimarans peuvent être cités Maxi Banque Populaire V, mis à l'eau mi-2008, qui mesure 40 m de long pour 23 m de large pour 47 m de tirant d'air, et dont le skipper est Pascal Bidégorry, Geronimo, mis à l'eau en juillet 2001, qui fait 34 mètres de long par 25 mètres de large,  avec un mât de plus de 40 mètres, dont le skipper (capitaine) est Olivier de Kersauson, et enfin Groupama 3, mis à l'eau en juin 2006, dont les dimensions sont 31,50 mètres de long, 22,50 de large pour 41 m de tirant d'air, dont le skipper est Franck Cammas. Ce dernier trimaran a été détenteur, entre 2010 et 2012, du Trophée Jules-Verne.
Le plus grand catamaran à voile jamais construit est le Douce France : 42 mètres de grand luxe, de teck, etc. Sa coque est en aluminium et il possède deux mâts. Il a été fabriqué dans un petit chantier près de Nantes pendant deux ans par une équipe de seulement dix personnes.

## Répertoire synoptique par années de création
En solitaire
- 1960 - La Transat anglaise (Plymouth-Boston) Originellement Ostar puis Cstar renommée en 2004 The Transat, tous les quatre ans
- 1968 - Le Golden Globe (Remplacé par le Vendée Globe
- 1970 - La Solitaire du Figaro (Par étapes en monotype Figaro, en Atlantique et Manche)
- 1977 - La Mini Transat 6.50 (La Rochelle-Brésil, une escale aux Canaries)
- 1978 - La Route du Rhum (Transatlantique entre Saint-Malo et la Guadeloupe), tous les quatre ans
- 1982 - Le Vendée Globe (tour du monde en solitaire, sans assistance et sans escale)
- Around Alone (ex- BOC Challenge) (tour du monde en solitaire, sans assistance avec escales), tous les quatre ans, maintenant velux5oceans
- 2003 - Le Défi Atlantique (Retour Brésil-France des monocoques de la Transat Jacques-Vabre )
- 2004 - La Generali Solo (Par étapes en monotype Figaro, en Méditerranée)
- 2007 - Transat Ecover BtoB course en solitaire Salvador de Bahia avec arrivée en Bretagne pour monocoques IMOCA.
- 2009 - La Solo-Océane (première compétition autour du monde en solitaire à armes égales sur monocoques monotypes océaniques aux budgets maîtrisés)

En double
- 1979 - la Transat en double la Route du café puis La Transat Jacques-Vabre (Le Havre-Brésil en duo) toutes les années impaires
- 1981 - La Twostar (Transat en double Plymouth-Newport)
- 1985 - Mini-Fastnet (Course au large en duo Douarnenez - Fastnet - Douarnenez 700 milles sans escale)
- 1986 - La course de la liberté Rouen-New York (Transat en double)
- 1992 - La Transat AG2R, transatlantique en double (monotype Bénéteau Figaro)
- 2007 - La Barcelona World Race (course autour du monde en double, sans escales)
- 2009 - La Solidaire du Chocolat (Transat reliant Nantes - Saint-Nazaire à Progreso (Yucatan, Mexique) en double, toutes les années paires)

En équipage
- 1851 - La Coupe de l'America (Régate de monocoques ou multicoques en match racing)
- 1899 - La One Ton Cup, Coupe internationale du Cercle de la voile de Paris
- 1906 - Bermuda Race, première course au large américaine
- 1925 - Fastnet Race, première course au large britannique
- 1945 - Sydney-Hobart (Course australienne en équipage), tous les ans
- 1956 - Tall Ships' Races (ex Cuty Sark), course des plus grands voiliers du monde, tous les ans
- 1957 - L'Admiral's Cup (Course au large à partir de Cowes tous les deux ans)
- 1969 - La Course Croisière EDHEC (plus grand événement étudiant sportif d'Europe)
- 1974 - Whitbread puis Volvo Ocean Race (Circum-navigation par étapes)
- 1978 - Le Tour de France à la voile (en monotype par étapes), tous les ans
- 1979 - La Sywoc (Coupe du monde de Voile des étudiants), anciennement Course de L'Europe
- 1979 - Ariane's Cup, compétition amicale annuelle des industriels du programme Ariane.
- 1980 - La Baule-Dakar, jusqu'en 1991.
- 1981 - la Nioulargue puis depuis 1999 les Voiles de Saint-Tropez  Régate de « oldies »
- 1981-Spi Dauphine, régate étudiante itinérante
- 1984 - La Transat Québec-Saint-Malo (Transatlantique Ouest-Est), tous les quatre ans
- 1984 - La Route de la découverte (Transat en équipage Cadix à Saint Domingue)
- 1985 - Monaco-New-York, une seule édition
- 1985 - Course de l'Europe, tous les deux ans, jusqu'en 1999.
- 1993 - Le Trophée Jules-Verne (Record du tour du monde en équipage sans escale)
- 1998 - La Route de l'Or (New York - San Francisco sans escale)
- 2000 - The Race (Circum-navigation sans escale)
- 2003 - La Calais Round Britain Race ou 1000 milles de Calais (Tour des îles britanniques)
- 2009 - Istanbul Europa Race  (classe IMOCA monocoques open de 60 pieds en équipage (classe Open 60')